# Battle Mountain
Battle Mountain és una concentració de població designada pel cens dels Estats Units i seu del comtat de Lander a l'estat de Nevada. Segons el cens del 2000 tenia 2.871 habitants.

## Demografia
Segons el cens del 2000, Battle Mountain tenia 2.871 habitants, 1.053 habitatges, i 732 famílies La densitat de població era de 613,25 habitants per km².
Dels 1.053 habitatges en un 41,9% hi vivien nens de menys de 18 anys, en un 54,6% hi vivien parelles casades, en un 9,9% dones solteres, i en un 30,5% no eren unitats familiars. En el 25,2% dels habitatges hi vivien persones soles el 4,8% de les quals corresponia a persones de 65 anys o més que vivien soles. El nombre mitjà de persones vivint en cada habitatge era de 2,71 i el nombre mitjà de persones que vivien en cada família era de 3,28.
Per edats la població es repartia de la següent manera: un 33,8% tenia menys de 18 anys, un 8,1% entre 18 i 24, un 29,0% entre 25 i 44, un 22,4% de 45 a 64 i un 6,7% 65 anys o més.
L'edat mediana era de 31,7 anys. Per cada 100 dones hi havia 104,05 homes. Per cada 100 dones de 18 o més anys hi havia 104,41 homes.
La renda mediana per habitatge era de 42.981 $ i la renda mediana per família de 50.995 $. Els homes tenien una renda mediana de 45.313 $ mentre que les dones 25.417 $. La renda per capita de la població era de 16.975 $. Aproximadament el 7,8% de les famílies i l'11,8% de la població estaven per davall del llindar de pobresa.

## Poblacions més properes
El següent diagrama mostra les poblacions més properes.